# Землетрус у Тиві (2012)
Землетру́с у Тиві́ — землетрус магнітудою 6,7—6,9 балів, що стався 26 лютого 2012 року в 14:17 за місцевим часом. Інтенсивність землетрусу в епіцентрі склала 8,5 балів. Епіцентр землетрусу знаходився за 101 км на схід від столиці Тиви міста Кизил. Схожий землетрус стався за два місяці до того — у грудні 2011 року.
Поштовхи були помічені в Абакані (магнітуда 3,6), Красноярську (3,1), Іркутську (3,0), Кемерово (2,0), Барнаулі (2,0), Новосибірську (1,6) та Томську (1,0). Також було зареєстровано 21 афтершок. До зони землетрусу потрапили понад 1000 населених пунктів, однак жертв та значних руйнувань не спостерігалось. Збитки, завдані поштовхами, було оцінено у 2 млрд рублів. У ході обстеження було виявлено 2158 пошкоджених об'єктів, у тому числі підприємств, мостів, доріг, житлових будинків, шкіл, дитячих садочків, лікарень, закладів культури.
Згідно з постановою Уряду Тиви від 26 лютого 2012 року № 99 на території республіки було введено режим надзвичайної ситуації, який діяв до 23 березня.